# Katar történelme
Katar története az emberiség megjelenésétől egészen a modern állam megalakulásáig. Katarban az emberiség első jelei nagyjából 50 000 évvel ez előttre tehetők, mert erről a korról maradtak fenn kőkorszaki leletek. Mezopotámia volt az első civilizáció, mely jelen volt a félszigeten az újkőkorszak alatt, amiről olyan bizonyítékok vannak, mint az Ubaid időszakról fennmaradt cserépdarabok.
A félsziget több különböző birodalom fennhatósága alatt is állt a kezdeti időszakban. Ilyen a szeleukidák, a pártusok és a szászánidák birodalmai. 628-ban a terület megismerkedett az iszlámmal, mikor Mohamed követet küldött Munzir ibn Sawához, Kelet-Arábia szászánida kormányzójához. A VIII. századra a gyöngykereskedés központja lett. Az abbászid korszakban megnőttek a települések. Miután Bani Utbah és más arab törzsek elfoglalták Bahreint, 1783-ban az al Khalifa-ház elfoglalta Bahrein és a szárazföldi Katar trónját,. Az elkövetkező évszázadokban Kartar Nedzsd vahhábja és az al Khalifák közötti viszály színtere lett. A törökök 1817-ben bővítették birodalmukat Kelet-Arábia felé. Innét csak 1915-ben, az első világháború alatt vonultak ki.
1916-ban Katar brit protektorátus lett, és Abdullah Al Thani olyan szerződést kötött, mely szerint csak akkor engedményezhet át területeket a briteknek, ha azok garantálják, hogy megvédik a tenger felől érkező agressziótól, valamint segítenek, ha szárazföldi támadás éri a területet.  Egy 1934-ess szerződés komolyabb védelmet ígért nekik. 1935-ben 75 éves koncessziót biztosítottak a kőolaj kitermelésére a Qatar Petroleum Company részére, 1940-ben pedig jó minőségű kőolajat találtak Dukhan közelében.
Az 1950-es és 1960-as években a kőolajból származó bevételek jólétet hoztak a környékre, megnövekedett a betelepülés, tartósan javult a társadalom jóléte, és kezdetét vette az ország modern kori története. Miután 1968-ban Nagy-Britannia bejelentette, hogy felhagy a sejkségekkel korábban kötött szerződésekkel, Katar a másik nyolc érintett állammal szövetkezett, hogy egy közös arab emírséget hozzanak létre. 1971-re, mikor véget ért a britekkel kötött szerződés, a kilencek még nem állapodtak meg az unió feltételeiről. Ennek megfelelően szeptember 3-án Katar kikiáltotta a függetlenségét. 1995-ben édesapja, Khalifa bin Hamad után vértelen puccsal Hamad bin Khalifa emírhelyettes lett az ország új emírje. Szabadabb lett a sajtó, önkormányzati választásokat tartottak, amik a parlamenti választások eljövetelét is belengette. 2003. áprilisban új alkotmányról szavazhattak, amely 2005. júniusban lépett hatályba.

## Őskor

### Paleolit kor
1961-ben egy dán régészcsoport nagyjából 30 000 kőfaragványra lelet a félszigeten mintegy 122 paleolit helyszínről. Ezek többsége tengerparton volt, és tipológiailag négy elkülöníthető kulturális csoportba tartoznak. Olyan makrolitikus tárgyak kerültek elő, mint a kaparó, a nyílvessző vagy a kézi balta, melyek az  alsó vagy középső paleolit korszakára datálható.
A Perzsa-öböl területének nagyjából 80 000 évvel ezelőtti víz alá kerülése során el kellett hagyniuk a térségben élőknek a lakhelyeiket – létrejött a Katari-félsziget – és fokozatosan elfoglalták ennek tengerparti területeit. Innentől kezdve a mai Szaúd-arábiai Nedzsd és al-Hasa régióiból is jöttek ide törzsek, a vízlelőhelyek körül pedig ideiglenes táborhelyeket alakítottak ki.

### Neolitikum (i. e. 8000–3800)
Al Da'asa, az ország északkeleti részén fekvő település az Ubaid-korszak egyik legtermékenyebb emlékforrása. Ennek a felszínre kerülése egy dán régészcsoport 1961-es munkájának köszönhető.. Az elméletek szerint ezen a területen egy kisebb ideiglenes település lehetett, talán egy halászó, vadászó, gyűjtögető törzs központja, akik többször is felkeresték a területet. Ezt támasztja alá a majdnem 60 tűzrakó hely felfedezése, amellyel gyógyíthattak, esetleg halat szárítottak felette, ezen felül kaparó eszközöket, vágó szerszámokat, pengéket vagy nyílhegyeket készíthettek felette. A tűzrakó helyeken ezeken kívül több festett ubaid cserépdarab is megmaradt, amiből tengeren túli kapcsolatokra lehet következtetni.
Egy 1977–1978-as ásatás Al Khor területén több Ubaid-kori vésetet tárt fel, ami a legrégebbi temetkezési helyszín volt az országban. Az egyik sír egy elhamvasztott nő maradványait tartalmazta, ami mellett nem voltak mellé eltemetett tárgyak. Nyolc másik sírban voltak a halottak mellett emlékek, kagylókból, obszidiánból készített gyöngyök. Az obszidián valószínűleg Nadzsranból, Délnyugat-Arábiából származtak.

### Bronzkor (i. e. 2100–1155)

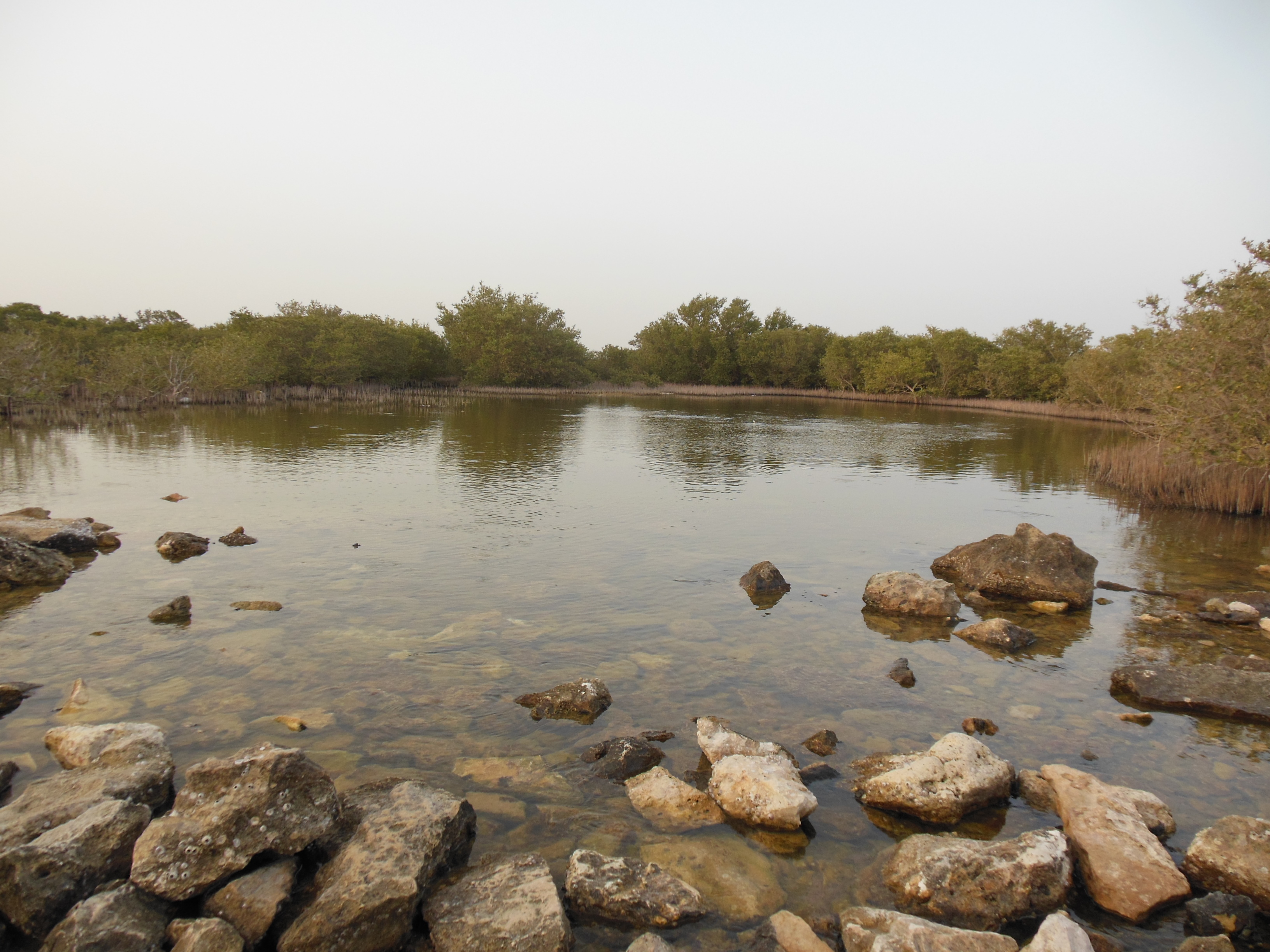
Al Khor-sziget, a bíborfesték hazája.

A Katari-félsziget elég közel volt a dilmun civilizációhoz Bahreinben, hogy érezni lehessen a hatását. Két helyen hoztak felszínre a kutatások barbár agyagművességet a katari-félszigeten, amiből arra lehet következtetni, hogy a terület része volt a dilmun kereskedelmi területnek. Mikor 2100–1700 környékén nekiálltak a tengeri kereskedelemnek, Katar akkori lakosai elkezdtek gyöngyöket keresni a Perzsa-önölben. Ekkoriban a katariak gyöngyökkel és datolyapálmával kereskedtek.
A dilmunok idejéből származó katari leletek nem utalnak arra, hogy itt tartósabban éltek volna emberek. A nomád arab törzsek vándorlásai miatt – miközben élelmiszer- és vízutánpótlást kerestek – ez a terület néptelen maradt. A dilmun időszakból fennmaradt településnyomok, leginkább Al Khor-szigeten azért jöhettek létre, hogy gyorsítsák a kereskedelmi utakat Bahrein és a Perzsa-öböl többi városa, leginkább Tell Abraq között. Mások szerint a telepeket erre járó dilmuni halászok vagy gyöngyhalászok építhették ki. A kerámiatárgyak jelenléte arra utalhat, hogy Katar lakossága kereskedelmi kapcsolatban állt a dilmun civilizációval, bár ezt eléggé valószínűtlennek tartják, mivel elég szűkös olt a félsziget lakossága.
Az Al-Khor-szigeten talált, időszámításunk előtti 2. évezrede, kassú és babiloni befolyást mutató anyagok arra utaltak, hogy kereskedelmi kapcsolat volt Katar lakossága és a kassúk között. A leletek között volt 3 000 000 összetört csigaház és több kassú cserép. Azt állítják, hogy Katar a legelső ismert hely, ahol csigákból vontak ki színezőanyagot, ami közé tartozott a bíborfesték is, amit a kassúk állítottak elő a szigeteken. A festéket a sávos bíborcsigából vonták ki, a színt pedig türoszi bíbornak nevezték. A festékgyártást Bahreinben a kassú vezetés ellenőrizhette, hogy a készárut Mezopotámiába exportálhassák.

## Ókor

### Vaskor, babilóniai perzsa ellenőrzés ( i. e. 680–325)

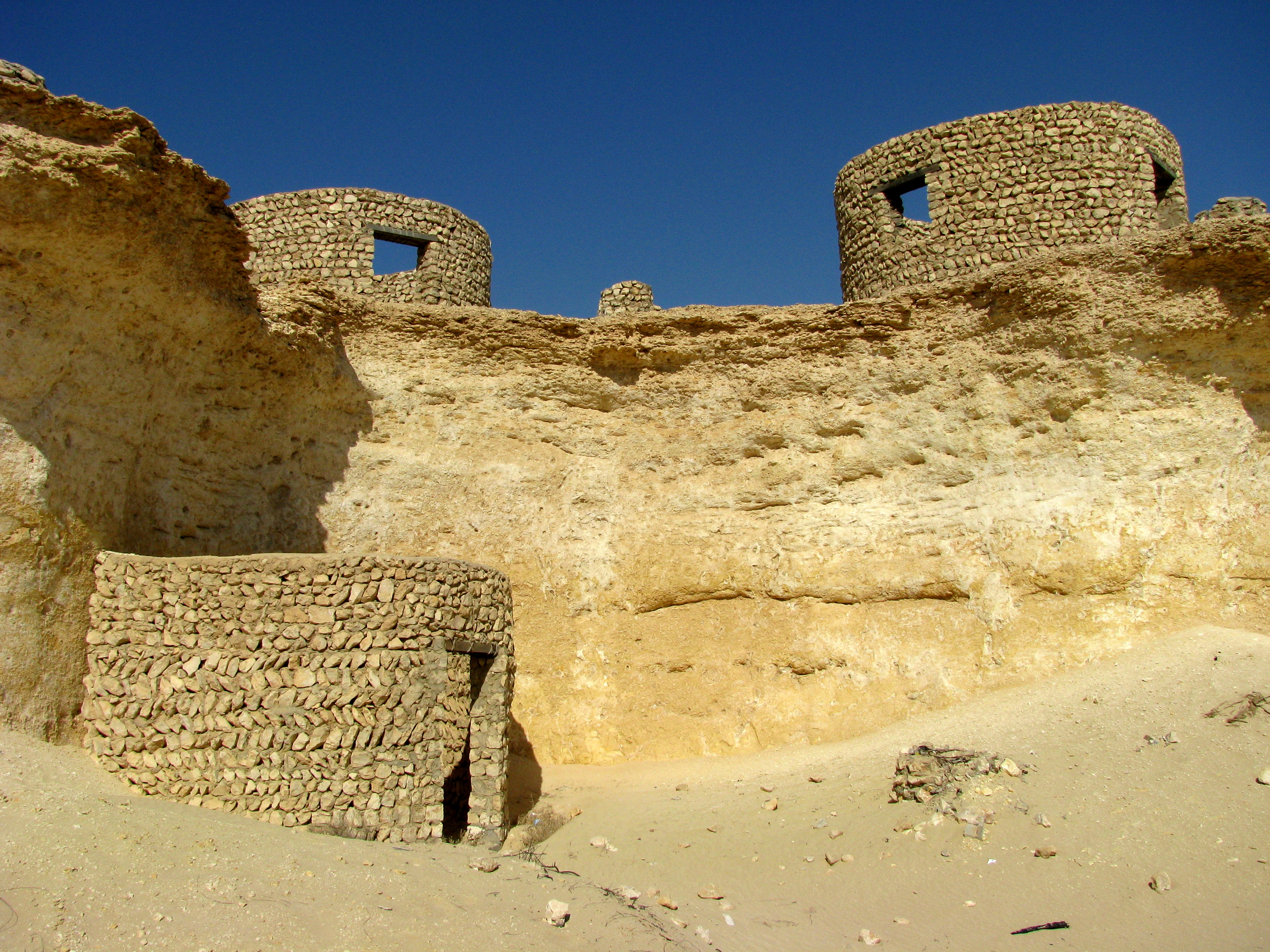
Helyreállított romok Katar nyugati partjainál Ras Abrouq mellett Zekreetnél.

Assur-ah-iddína asszíriai király i. e. 680-ban sikeres támadást indított, Bazu ellen, ami Dilmunt és Katart foglalta magában. A félszigeten eddig semmilyen régészeti bizonyíték nincs arra, hogy a kora vaskorban lett volna itt település. Ennek valószínűleg a kedvezőtlen időjárás a magyarázata, amelynek hatására Katar egy sokkal kevésbé lakható területté vált.
Az i. e. 5. században Hérodotosz görög történetíró írta le először Katar népeit. Ő „tengerentúli  kánaánitáknak” nevezte őket.

### Görög időszak (i. e. 325–250)
I. e. 325 körül Nagy Sándor elküldte Androszthenész admirálist, hogy térképezze fel a teljes Perzsa-öblöt. A kért kimutatások Sándor halála után, 323-ban készültek el. Nagy Sándor halála után az ókori Görög Birodalom keleti felét I. Szeleukosz szeleukida uralkodó kapta meg. 312-től kelet felé terjeszkedett a Szeleukida Birodalommal, a célja pedig az volt, hogy Kelet-Arábiát elfoglalhassa. Katarban a régészeti leletek között ógörög hatásra utaló tárgyi emlékeket találtak. Dukhantól északra az ásatások agyagedény darabokat találtak, melyeken szeleukida nyomok láthatóak. Ezen kívül egy 100 halomból álló temetőt is találtak a korból Ras Abrouq környékéről. A relatíve sok kőhalom egy elég méretes tengeren túli közösség létére utal.
Miután a szeleukidák elvesztették a Perzsa-öböl mentén a területeiket, i. e. 250 körül megszűnt a befolyásuk.

### Perzsa ellenőrzés (i.e. 250 BC– i.sz.642)
.

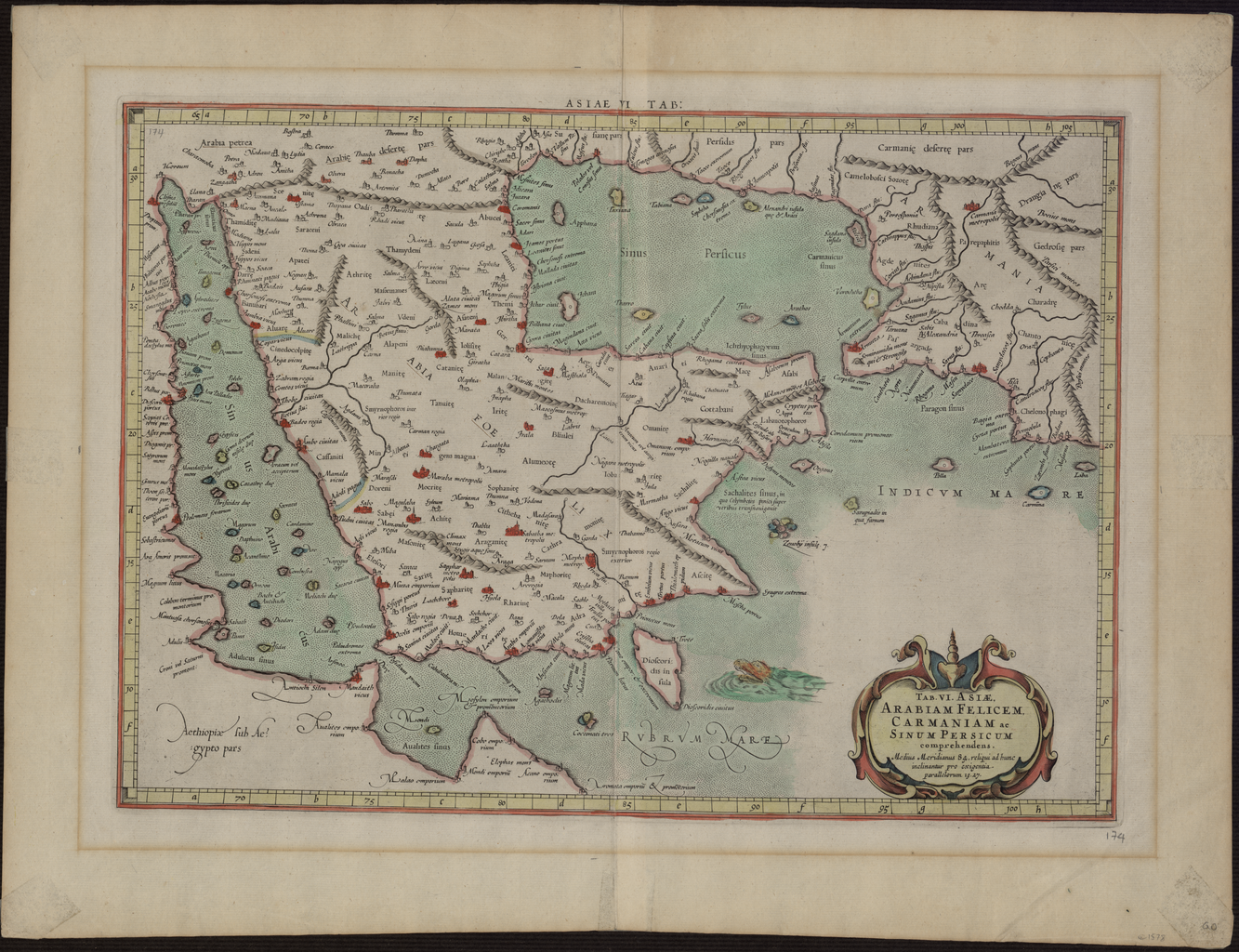
Katar első ismert megjelenítése Catura néven Ptolemaiosz térképén i.sz. II. században

Miután a szeleukidákat a pártusok legyőzték i.e. 250-ben, ők nyertek lényeges befolyást a Perzsa-öbölben és az arab tengerpartokon. mivel a pártusoknak fontosak voltak a Perzsa-öbölön keresztül vezető kereskedelmi útvonalak, helyőrségeket telepítettek a tengerpartra. A Katarban feltárt agyagműves emlékek arra utalnak, hogy kapcsolatban voltak a Pártus Birodalommal.
Ras Abrouq, Dukhantól északra egy tengerparti kikötői város, ahol i.e. 140-ben külföldi hajók is lehorgonyoztak, és halakat szárítottak. A helyszínen sok kőnől készült építményt és nagy mennyiségű halcsontot találtak.
Idősebb Plinius római író, i.sz. az első évszázad derekán írt a félsziget lakóiról. "Catharreinek" nevezte őket, akik a leírása szerint olyan nomádok, akik folyamatosan kóboroltak, hogy élelmet és vizet szerezzenek. Nagyjából a II. századból származik az első térkép a régióról, melyet Ptolemaiosz készített, és a területet "Caturának" nevezte el.

## Fordítás
- Ez a szócikk részben vagy egészben  a   History of Qatar című angol Wikipédia-szócikk ezen változatának fordításán alapul.  Az eredeti cikk szerkesztőit annak laptörténete sorolja fel. Ez a jelzés csupán a megfogalmazás eredetét és a szerzői jogokat jelzi, nem szolgál a cikkben szereplő információk forrásmegjelöléseként.